# Машаду, Аугушту ди Оливейра
Аугу́шту ди Оливе́йра Маша́ду (порт. Augusto de Oliveira Machado; 27 декабря 1845, Лиссабон, Португалия — 26 марта 1924, там же) — португальский композитор, театральный режиссёр и педагог.

## Биография
Учился сначала в Лисабонской консерватории у Монтеро д'Алмейды (гармония и контрапункт), а потом продолжил обучение в Парижской консерватории у Камиля Сен-Санса и Жюля Массне. В 1892—1908 годах директор Национального театра Сан-Карлуш в Лиссабоне. С 1893 года профессор по классу вокала Национальной консерватории (1901—1910 годах её директор). В 1907—1911 советник Министерства образования Португалии.

## Сочинения
- опера «Лауреана» / Lauriane (по Жорж Санд, 1883, Марсель)
- опера «Марио Веттер» / Mario Wetter (либретто Руджеро Леонкавалло, 1898, Лиссабон)
- опера «Боргезина» / La Borgesina (1909, Лиссабон)
- балет «Зефирето» / Zefireto (1870, Лиссабон)
- оперетта «Солнце Наварры» / O Sol da Navarra (1870, Лиссабон)
- оперетта «Золотой крест» / A Cruz de Ouro (1873, Лиссабон)
- оперетта «Мария да Фонти» / Maria da Fonte (1878, Лиссабон)
- оперетта «Похищение Елены» / О rapto de Helena (1903, Лиссабон)
- оперетта «Венера» / Vénus (1905, Лиссабон)
- оперетта «Гитара» / Guitarra (1878, Лиссабон)
- ода «Камоэнс и Лузиады» для оркестра / Camões e os Lusíades (1880)